# Résolution 155 du Conseil de sécurité des Nations unies
Membres permanents
- Chine (Taïwan)
- États-Unis
- France
- Royaume-Uni
- URSS

Membres non permanents
- Argentine
- Sri Lanka
- Équateur
- Italie
- Pologne
- Tunisie

Résolution no 154 Résolution no 156
La résolution 155 est une résolution du Conseil de sécurité de l'ONU votée le 24 août 1960 concernant  Chypre et qui recommande à l'Assemblée générale des Nations unies d'admettre ce pays comme nouveau membre.

## Contexte historique
L'île demeure turque pendant trois siècles, avant d’être cédée en 1878 au Royaume-Uni « pour être occupée et administrée » par ce dernier au nom de l’Empire ottoman qui conserve néanmoins la souveraineté nominale sur l’île, même si en pratique celle-ci est désormais intégrée à l’Empire britannique. 
En 1914, lors de l’entrée en guerre de l'Empire Ottoman dans la Grande Guerre, le Royaume-Uni annexe officiellement Chypre et en fait un protectorat, puis, en 1925, malgré le vœu des Grecs de l’île, une colonie. En 1931, des révoltes éclatent, appelées Oktovriana : les Britanniques répliquent par l’établissement d’un régime dictatorial appelé la « Palmerocratie » d’après le nom du gouverneur Richmond Palmer.
En 1955, les Chypriotes grecs reprennent les armes contre le pouvoir britannique qui recrutait des milices chypriotes turques pour renforcer ses troupes coloniales. Les accords de Zurich et de Londres de 1959 mettent fin à la lutte anti-coloniale et le traité de garantie garantit l’abandon de toute prétention territoriale britannique future. Le Royaume-Uni, la Turquie et la Grèce deviennent garants de l'équilibre constitutionnel de la république de Chypre. Le traité accorde, en particulier, un droit d'intervention militaire, sous certaines conditions, pour rétablir l'ordre constitutionnel si celui-ci venait à être modifié. Chypre devient une république indépendante en 1960 et adopte sa propre Constitution. Elle devient également membre de l'ONU et du Commonwealth.
À la suite de cette résolution ce pays est admis à l'ONU le 20 septembre 1960 ,

## Texte
- Résolution 155 Sur fr.wikisource.org
- Résolution 155 Sur en.wikisource.org